# Рязанское артиллерийское училище
Рязанское артиллерийское училище (РАУ) — советское военное учебное заведение, существовавшее с 1936 по 1960 годы. Училище готовило офицеров-артиллеристов для сухопутных войск.

## История училища

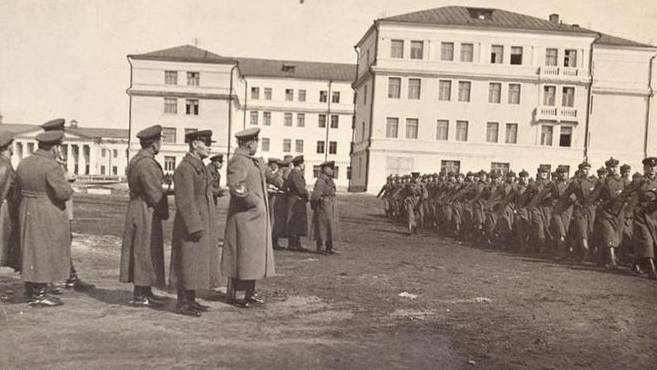
Подготовка к первомайскому параду в РАУ, апрель 1940 г.

В годы второй пятилетки (1934—1938 гг.) было принято решение об увеличении Красной Армии и перевооружении её самым современным, в том числе артиллерийским, оружием. В связи с этим в феврале 1936 года в Рязани начала создаваться артиллерийская школа № 33. В марте следующего года наименования всех военно-учебных заведений было изменено. Вместо номера они получили название по месту размещения. Школа стала именоваться Рязанское артиллерийское училище. Оно предназначалось для подготовки офицеров для корпусной артиллерии, то есть для воинских частей, вооруженных орудиями крупного калибра. 7 ноября 1936 года впервые в параде частей рязанского гарнизона приняли участие батареи училища.
Училище готовило офицерские кадры для артиллерии сухопутных войск. Согласно директиве организационно-мобилизационного управления РККА от 14 декабря 1938 года Рязанское артиллерийское училище было переведено на подготовку командиров для
артиллерии большой мощности, а также офицеров артиллерийской инструментальной разведки по специальностям: звуковая разведка, артиллерийская фоторазведка и артиллерийская топографическая служба. До войны на вооружении училища находились 107-мм пушки и 152-мм гаубицы сначала на конной, потом на механической тяге. Перед войной поступили 122-мм пушки, 152-мм гаубицы нового образца и 203-мм гаубицы большой мощности.
Первым начальником училища был назначен полковник А. М. Верёвкин, начальник учительского отдела — полковник В. И. Брежнев. Преподавателями были опытные артиллеристы, многие из них участвовали в Гражданской войне и имели правительственные награды. В школу принималась молодёжь с образованием 7 класса. Два взвода, из которых готовили специалистов артиллерийской инструментальной разведки (топографы и звукометристы), комплектовались из юношей с полным средним образованием. Срок обучения составлял 3 года.
Сначала училище помещалось в нынешнем здании Рязанского военного госпиталя (ул. Первомайская, д.25) и в военном городке в Дашках. Впоследствии для него был построен комплекс зданий на ул. Конюшенной (ныне ул. Каширина).
На второй год после его создания — в 1937 году — на училище обрушилась репрессия руководства школы, командного и преподавательского состава.
Училище было вынуждено осенью 1938 года осуществить досрочный выпуск, чтобы восполнить репрессированных. Все выпускники были оставлены для прохождения службы в училище на должностях командиров взводов курсантов. Часть их стали преподавателями.
В этом же году начальником училища был назначен полковник Д. А. Журавлёв, которого вскоре избрали депутатом Верховного Совета РСФСР 1 созыва. Зам. начальника училища был назначен майор Б. А. Юсупов.
В январе 1938 году состоялся основной выпуск курсантов, проучившихся немногим более 2-х лет вместо 3 лет. Первый основной (полный) выпуск состоялся в 1939 году и большинство выпускников было направлено в западные приграничные округа и на Дальний Восток.
С 1939 по июнь 1941 годы было проведено 3 выпуска командных кадров для армейской корпусной артиллерии.
В 1940 году в училище обучалось 1200 курсантов.
Начало Великой Отечественной войны застало училище на летних лагерных сборах в Сельцах. Были приняты сокращенные программы и сроки обучения. В первые дни войны на фронт из училища был направлен ряд командиров батарей, десятки командиров взводов, часть преподавателей. В августе 1941 года ряд командиров училища (Терешонок, Зайцев, братья Еремины, Брусенков, Журавлев, Шениер, Анашкин) были направлены Управлением кадров артиллерии в 1-й гвардейский минометный полк.
В октябре-ноябре 1941 года училище было эвакуировано в Талгар, Алма-Атинская область. Новым начальником училища был назначен полковник Усов А. В. За годы войны училище подготовило несколько сотен квалифицированных офицеров-артиллеристов, внесших несомненный вклад в Победу.
В опустевшем здании бывших артиллерийских казарм в 1943 в Рязани некоторое время действовала артиллерийская школа по подготовке офицерского состава формировавшейся в Рязани 1-й польской дивизии имени Т. Костюшко.
Многие из выпускников и преподавателей училища за отличия в боях награждены орденами и медалями. В феврале 1945 года училище вернулось в Рязань.
За годы войны было подготовлено 4200 офицеров.
Последний выпуск училище провело осенью 1960 года. Вскоре был получен приказ об его расформировании.
В январе 1961 года завершилось расформирование Рязанского Артиллерийского училища — в Центральный Архив Минобороны были переданы исторический формуляр и другие документы.
После расформирования РАУ, 20 октября 1960 году в бывшем здании училища расположилось Рязанское высшее военное командное училище связи.

## Начальники училища
- 1936—1938 гг. — полковник Веревкин, А. М.
- 1938—1941 гг. — полковник Журавлёв, Даниил Арсентьевич
- 1941—1945 гг. — полковник Усов, А. В.
- 1943 год — генерал-майор Головановский, Ричард Иванович
- 1945—1950 гг. — генерал-майор Волчек, Аркадий Николаевич
- 1950—1953 гг. — генерал-лейтенант Цикало, Михаил Пантелеевич
- 1953—1955 гг. — генерал-майор Прояев, Евгений Иванович[3]
- 1955—1960 гг. — генерал Осокин, Николай Иосифович

## Известные выпускники и преподаватели
До расформирования в 1961 году училище готовило офицеров-артиллеристов для сухопутных войск. Многие выпускники получили высокие воинские звания, а также работали в Училище. Среди них наиболее известные:
- Владимир Николаевич Лобов — генерал армии, учился в РАУ в звании сержанта с 1956 по 1959 годы.
- Александр Петрович Волков — генерал-полковник, учился в РАУ с 1952 по 1954 годы[4]
- Юрий Иванович Плотников — генерал-полковник, учился в РАУ с 1955 по 1957 годы[5].
- Юрий Николаевич Родионов — генерал-полковник, учился с 1956 по 1959 годы.
- Иван Николаевич Анашкин — генерал-лейтенант, учился в РАУ с 1936 по 1938 годы, командир взвода курсантов РАУ с 1938 по 1941 годы. С 1948 по 1951 командир дивизиона курсантов. С 1958 по 1961 заместитель начальника училища-начальник учебного отдела.
- Анатолий Алексеевич Васильев — генерал-лейтенант, окончил РАУ в 1941 году[6].
- П. А. Гамов — генерал-лейтенант.
- Борис Иванович Лобанов — генерал-лейтенант, учился в РАУ с 1950 по 1952 годы[7]
- Валентин Филиппович Плеханов — генерал-лейтенант, учился в РАУ с 1950 по 1953 годы.
- Алексей Иванович Смирнов — генерал-лейтенант, учился в РАУ с 1937 по 1939 годы[8].
- Михаил Игнатьевич Трофимчук — генерал-лейтенант, учился в РАУ до начала Великой Отечественной войн, лауреат Ленинской премии (1966 г.).
- Игорь Борисович Урлин — генерал-лейтенант, учился в РАУ с 1953 по 1956 годы[9].
- Н. А. Беседин — генерал-майор.
- И. П. Гамов — генерал-майор.
- Ефим Владимирович Дереновский — генерал-майор[10].
- Н. И. Ерёмин — генерал-майор.
- Юрий Эдуардович Киселло — генерал-майор, учился в РАУ с 1942 по 1943 годы[11]. По окончании РАУ остался в училище на год в звании командира взвода курсантов.
- П. Т. Луценко — генерал-майор.
- Леонид Васильевич Орехов — генерал-майор, окончил РАУ в 1942 году[12].
- Валентин Маркович Осипов — генерал-майор, учился в РАУ с 1941 по 1942 годы[13].
- Ермаков Иван Фёдорович — полковник, учился в РАУ с 1941 по 1942 годы. Участник Парада Победы 24 июня 1945 года на Красной Площади[14].
- Аркадий Иосифович Боганов — подполковник, учился в РАУ во время Великой Отечественной войны, советский и белорусский тренер по греко-римской борьбе, заслуженный тренер Белорусской ССР (1965 г.), Мастер спорта СССР.
- Давид Моисеевич Соловьёв — подполковник, окончил РАУ в начале Великой Отечественной войны, педагог, Заслуженный учитель школы РСФСР.
- Юрий Владиимирович Томашеевский — лейтенант, окончил РАУ после Великой Отечественной войны, литературовед, литературный критик, один из наиболее авторитетных специалистов по творчеству М. М. Зощенко.
- Зиновий Исаакович Цирик — лейтенант, окончил РАУ в 1942—1943 годах, советский украинский спортсмен, шашечный композитор, тренер, судья и журналист. Гроссмейстер СССР (русские шашки) и международный мастер (международные шашки), мастер спорта СССР по шашечной композиции. Шестикратный чемпион СССР по русским шашкам, Заслуженный тренер УССР, судья всесоюзной категории по шашкам.
- Анатолий Владимирович Чемодуров — лейтенант, окончил РАУ в 1942 г., киноактёр и кинорежиссёр, лауреат Сталинской премии первой степени (1952 г.)
- Михаил Васильевич Ковалёв — учился в РАУ в 1945—1946 годы, советский, белорусский государственный и партийный деятель, Депутат Совета Национальностей Верховного Совета СССР 11 созыва (1984—1989) от Белорусской ССР, Народный депутат СССР. Член ЦК КПСС (1986—1990).
- Марк Иванович Косенко — окончил РАУ в 1942—1943 годах, буровой мастер Тарко-Салинской нефтеразведочной экспедиции Тюменского геологического управления, Герой Социалистического Труда.

## Выпускники и преподаватели, удостоенные звания Героя Советского Союза
В годы Великой Отечественно званием Герой Советского Союза были удостоены следующие выпускники:
- Виктор Васильевич Бутылкин
- Владимир Иванович Горбунов
- Владимир Леонидович Говоров
- Иван Евдокимович Заикин
- Иван Васильевич Индряков
- Александр Сергеевич Кудрявцев
- Николай Никифорович Мельников
- Рафаил Семенович Павловский
- Николай Кузьмич Погодин
- Прокопий Митрофанович Ромас
- Рим Михайлович Сазонов

Также, помимо выпускников, званием Герой Советского Союза был удостоен преподававший с 1937 по 1938 годы Нестер Данилович Мизерный.
Также, несколько красноармейцев удостоились звания Героя Советского Союза ещё до поступления в РАУ:
- Виктор Дмитриевич Анисимов
- Пётр Антонович Кириченко
- Иван Нестерович Коваль
- Павел Андреевич Кокорев
- Виктор Тихонович Сенющенков
- Валерий Яковлевич Синильников